# ولوو تی‌آر۶۷۰ سری
ولوو تی‌آر۶۷۰ سری (Volvo TR۶۷۰ Series) یک سری خودرو است که در سال‌های ۱۹۳۰ تا ۱۹۳۷ توسط شرکت ولوو تولید شده‌است.
این خودرو در کلاس تاکسی قرار گرفته، طراحی آن خودروهای موتور جلو-محور عقب بوده است.